# Nasenlöcher (Berg)
Nasenlöcher ist der Name eines Bergrückens am Nordrand des Alpsteinmassivs im Schweizer Kanton Appenzell Innerrhoden.
Er ragt bis auf 2133 m ü. M. hinauf. An seiner Basis befinden sich auf ca. 1899 m zwei Höhleneingänge, die an Nasenlöcher erinnern und die Namensgebung dieses Berges inspiriert haben. Östlich davon befindet sich das 2193 m hohe Öhrli.

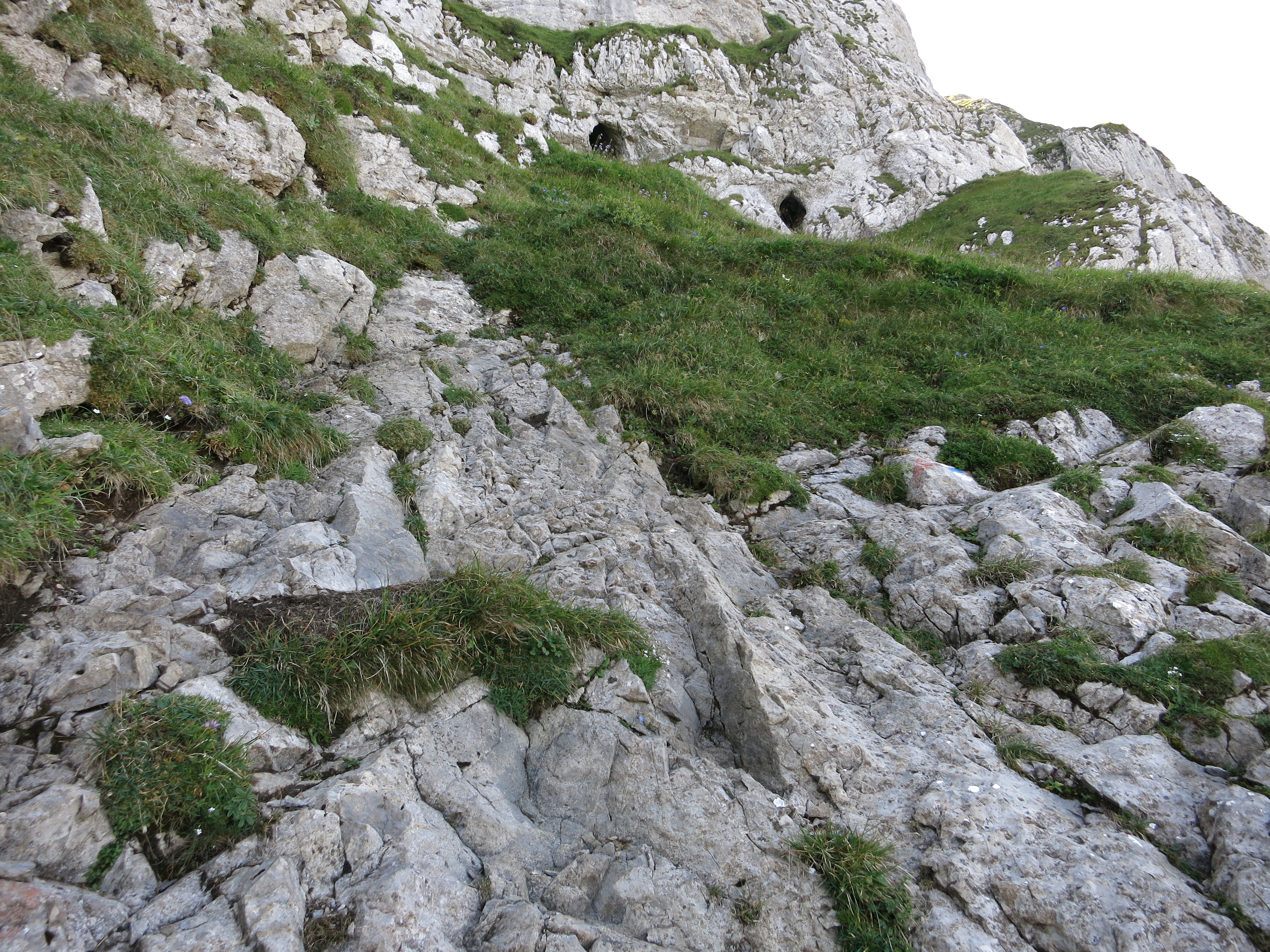
Die namensgebenden beiden Höhlen (oben im Bild)